# 法尔莱特
法尔莱特，是西班牙阿拉贡自治区萨拉戈萨省的一个市镇。 总面积104平方公里，总人口444人（2001年），人口密度4人/平方公里。